# 扬-埃里克·安东松
扬-埃里克·安东松（瑞典語：Jan-Eric Antonsson，1961年9月9日—），瑞典前男子羽球運動員。

## 生平
扬-埃里克·安东松在1995年IBF世界錦標賽上與阿斯特麗德·克拉博搭檔獲得混合雙打銅牌，他們還代表瑞典參加1996年夏季奧運會羽球比賽，最終在16強比賽中輸給印尼組合特里庫斯·哈揚托／許一敏。